# Полюга Михайло Юрійович
Полюга Михайло Юрійович (29 березня 1953 року) — поет, прозаїк.

## Життєпис[1]
Народився 29 березня 1953 року в місті Бердичеві Житомирської області (у свідоцтві про народження помилково зазначене місцем народження місто Новоград-Волинський) в родині вчителів.
У 1978 році закінчив Харківський юридичний інститут (нині — Національна юридична академія імені Ярослава Мудрого), в 1978—2012 роках працював за освітою в органах прокуратури Житомирської області. З 2012 року на пенсії.
Також закінчив заочно Літературний інститут імені Горького в Москві.
В 1996 році узяв участь в нараді молодих письменників Росії і країн СНД в Ярославлі. За підсумками наради прийнятий в Спілку російських письменників.
21.10.2005 року прийнятий в Національну спілку письменників України.
Роман «Прискорбные обстоятельства» увійшов до «короткого списку» Бунінської премії 2015 року. В 2018 році повість «Дар напрасный» увійшла до «довгого списку» премії ім. Ф.Іскандера, оповідання «Взгляд» та «Если нас не поймают» — відповідно до «короткого списку» премій ім. І.Бабеля та Тургенєвської «Бежин луг».

## Доробок
Автор 19 книжок. Пише російською.

### Поезія
- Свет мой печальный. Херсон, 1993
- Отблески. Житомир, 1999
- От осени к осени. Житомир, 2004
- Спокуса таємницею. Житомир, 2005; 2010 (издание второе, дополненное). Переводы на украинский язык.
- Шум колеблющегося листа. Житомир, 2006
- Четыре стороны света. Житомир, 2008
- Холода. Житомир, 2011
- Эхо. Житомир, 2013
- Вечерний свет. Житомир, 2016

### Проза
- «Я пришел в Вавилон…». Рассказы. Бердичев, 1998
- Невидимый свет. Рассказы. Житомир, 2006
- Созерцающий с Марком. Повести. Житомир, 2008
- Прискорбные обстоятельства. Роман. Житомир, 2014
- Ребро Адама. Рассказы. Дюссельдорф, Германия, 2015
- Вечерняя прогулка с сыном. Рассказы. Житомир, 2016
- Прискорбные обстоятельства. Роман. Издательство «Время», Москва, 2019
- Альпийский синдром. Роман. Издательство «Время», Москва, 2020

### Вибрані твори
- Гроздь. Из шести книг. Житомир, 2012
- Избранные произведения в 2-х томах. Житомир, 2013

### Твори для дітей
- Леночкины истории. Сказки. Житомир, 2008

### Журнали
- «Звезда», «Сибирские огни», «Студенческий меридиан», «День и ночь», «Київ», «ZA-ZA» (Германия), «Соборність» (Израиль), «Семь искусств» (Германия), «Этажи».